# Xian de Xing
Pour les articles homonymes, voir Xing.
Le xian de Xing (兴县 ; pinyin : Xīng Xiàn) est un district administratif de la province du Shanxi en Chine. Il est placé sous la juridiction de la ville-préfecture de Lüliang.
Le xian de Xing avait une longue histoire et a été officiellement établi pendant l'ère de Hongwu, la dynastie Ming

## Démographie
La population du district était de 261 293 habitants en 1999.